# Андреев, Пётр Владимирович
Пётр Владимирович Андреев (род. 19 апреля 1947, Ленинград) — советский хоккеист, крайний нападающий, мастер спорта СССР, советский и российский тренер.

## Биография
В 1963 году Пётр Андреев начинал играть в хоккей в ленинградской команде «Кировец». В 1966 году дебютировал на взрослом уровне в игравшей в третьей группе первенства СССР команде «Динамо (Ленинград)». Также в 1966 году, в составе сборной Ленинграда под руководством Олега Сивкова, участвовал в хоккейном турнире зимней Спартакиады народов СССР. По ходу сезона 1966/67 по приглашению Николая Пучкова перешёл в СКА (Ленинград), за который выступал в 1967—1979 годы. Первую игру за основной состав в чемпионате СССР провёл 3 апреля 1967 года. Его партнёрами по тройке нападения сначала были Сергей Солодухин и Валентин Гуреев, а в конце 1960-х Гуреева сменил Игорь Григорьев. В составе команды СКА Андреев один раз, в 1971 году, был бронзовым призёром чемпионата СССР по хоккею — это были первые медали ленинградской команды за всю историю чемпионатов. В матче с московским «Спартаком», в котором решалась судьба бронзовых наград, решающая шайба была заброшена Солодухиным с подачи Андреева за несколько секунд до конца игры. Сезон 1977/1978 начал в команде второй лиги «Судостроитель», однако в конце сезона был возвращён в СКА, вернувшимся на пост главного тренера команды, Николаем Пучковым. Завершил карьеру игрока по окончании сезона 1978/1979 годов. Всего в высшей лиге чемпионата СССР Андреев провёл 389 матчей, забросив 174 шайбы и сделав 90 результативных передач — 264 очка по системе «гол плюс пас».
В составе сборной СССР стал победителем турнира на призы газеты «Известия» 1969 года, приняв участие в трёх матчах (против команд ГДР, Финляндии и Чехословакии). Кроме этого, в декабре 1969 года Андреев участвовал в пяти товарищеских матчах сборной СССР против команды Канады, в которых он забросил две шайбы.
После окончания игровой карьеры Пётр Андреев два года учился в Высшей школе тренеров. Затем работал главным тренером команд «Ижорец» (Ленинград) (1981—1985, 1990—1997) и «Спартак» (Санкт-Петербург) (1997—2002). Занимал пост помощника главного тренера киевского «ШВСМ» Владимира Андреева (1985—1987). В сезоне 1982/1983 годов вывел «Ижорец» в Первую лигу советского хоккея.
Был директором детско-юношеской спортивной школы по хоккею Невского района Санкт-Петербурга. Принимал участие в матчах ветеранов СКА.
17 ноября 2006 года Пётр Андреев был введён в Галерею славы хоккейного клуба СКА. Штандарт с его портретом и номером 11, под которым он играл в СКА, поднят под своды Ледового дворца в Санкт-Петербурге.

## Достижения
- Победитель турнира на призы газеты «Известия» (в составе сборной СССР) — 1969[1].
- Бронзовый призёр чемпионата СССР — 1971[1].
- Финалист Кубка СССР — 1968, 1971[1].
- Обладатель Кубка Шпенглера — 1970, 1971[21].
- Победитель Спартакиады дружественных армий — 1975[22].
- Обладатель Кубка Бухареста — 1968[23]
- Финалист международного турнира на призы газеты «Советский спорт» — 1971[24]
- Победитель первенств Вооруженных сил СССР (5) — 1967, 1969, 1971, 1975, 1976[25].
- Обладатель Кубка Вооруженных сил СССР (2) — 1977[26], 1978[27].
- Победитель турнира «Каменный цветок» (Свердловск) — 1974[28].